# Franck Matingou
Franck Matingou (Nizza, 4 dicembre 1979) è un ex calciatore della Repubblica Democratica del Congo, di ruolo centrocampista.

## Caratteristiche tecniche
Poteva giocare come centrocampista centrale, centrocampista difensivo o come difensore centrale.

## Carriera

### Club
Cresciuto nelle giovanili del Bastia, nel 1996 si è trasferito al Martigues. Nel 1998 è tornato al Bastia, in cui ha militato per dodici anni, giocando anche alcune stagioni con la seconda squadra. Nel 2006 rimane svincolato. Nell'estate 2007 viene ingaggiato dal Red Star. Al termine della stagione rimane svincolato. Quattro anni dopo firma un contratto con il Cagnes, in cui milita fino al 2014.

### Nazionale
Ha debuttato in Nazionale il 28 gennaio 2004, in Tunisia-RD del Congo (3-0). Ha partecipato, con la Nazionale, alla Coppa d'Africa 2004 e alla Coppa d'Africa 2006. Ha collezionato in totale, con la maglia della Nazionale, 7 presenze.